# Super Size Me
Super Size Me er en amerikansk dokumentarfilm, som tager et meget omtalt emne i USA op, nemlig fastfood.
I filmen følges Morgan Spurlock, som lever i 30 dage udelukkende af fastfood fra fastfood-kæden McDonald's. Morgan Spurlock har selv forfattet og produceret filmen. 
Formålet med filmen var at afprøve, om der var hold i de anklager, McDonald's havde fået fra personer rundt omkring i USA.
Han lever kun af mad fra McDonald's i 30 dage, morgen, middag og aften og alle måltider er large. Men hvis han bliver spurgt, om det pågældende måltid skal være Super-Size, skal han sige ja. Endnu et vigtigt led i prøven er, at han skal prøve hele menuen. Når menuen var prøvet, var det et nyt sted hen, til en anden stat. Han går til 3 forskellige læger flere gange om ugen, og finder hurtigt ud af, at efter blot 1 uge med prøver, hvor han har haft problemer med vejrtrækningen de første dage, stikkende i hjertet og brystet, at hans lever som før var som den skulle være, var blevet til en stor gang fedt. Det var ikke andet end fedt, og lægerne sagde, at han skulle stoppe, for det kunne være, at han ikke kunne rette op på sit helbred bagefter, hvis han fortsatte. 